# Johannes Mentelin
Johannes Mentelin (Schlettstadt, 1410 – Strasburgo, 12 dicembre 1478) è stato un tipografo tedesco.

## Biografia
Nato in Alsazia, si trasferì a Strasburgo intorno al 1440 e lavorò come amanuense e calligrafo e poi come notaio vescovile, incarico che mantenne fino al 1468. Nel 1444, su incarico della certosa di Strasburgo, completò una trascrizione in due volumi della "Vita Christi" di Ludolfo di Sassonia conservata alla British Library a Londra. Nel 1477 ottenne la cittadinanza di Strasburgo e nello stesso anno entrò nella corporazione dei pittori. 
Ma il suo talento artistico ottenne significativi risultati nell'arte tipografica. Non si hanno notizie su da chi l'abbia appresa: non vi sono prove di un suo soggiorno a Magonza presso Johannes Gutenberg. Vi soggiornò invece il suo socio (e in seguito concorrente) Heinrich Eggestein.
La tipografia di Mentelin fu aperta intorno al 1458 con la partecipazione di Eggestein e il sostegno del vescovo di Strasburgo. Tra le sue prime stampe la più celebre è una Bibbia latina in 49 righe ("B49") in due volumi il cui primo volume è datato 1460. La prima stampa che riporta il nome di Mentelin risale all'anno 1465: è una copia del Tractatus de arte praedicandi di Sant'Agostino (GW 2871).
Anche dopo la separazione, i rapporti con Eggestein rimasero buoni. L'umanista Hieronymus Gebwiler nel suo Panegiris Carolina del 1521 scrive che Mentelin ed Eggstein, unici stampatori dell'epoca a Strasburgo, avrebbero pattuito contrattualmente di mantenere segreta l'arte della stampa. 
Intorno alla fine degli anni sessanta, probabilmente su incoraggiamento del genero Adolf Rusch, Mentelin pubblicò alcuni classici greci e latini, tra i quali la prima edizione in latino dell'Etica Nicomachea di Aristotele e le editiones principes delle Commedie di Terenzio, dei Factorum et dictorum memorabilium libri IX di Valerio Massimo e delle Confessioni di sant'Agostino. 
Seguendo l'idea del suo ex-allievo Günther Zainer, Mentelin iniziò a stampare degli almanacchi in lingua tedesca in formato in folio. Ne rimangono una copia per gli anni 1473, 1476 e del 1477. 
Caratteristica distintiva delle stampe di Mentelin è la rinuncia a qualsiasi forma di decorazione stampata. Solo un'edizione delle Etymologiae di Isidoro di Siviglia riporta delle xilografie. Mantenne l'abitudine di lasciare le decorazioni dei libri agli amanuensi e ai rubricatori. 
Alla sua tipografia vengono attribuite oltre 40 opere, la più celebre delle quali è la cosiddetta Bibbia di Mentelin, la prima edizione della Bibbia in lingua tedesca, stampata nel 1466, appena dieci anni dopo la Bibbia di Gutenberg. 
Fu anche uno dei primi libri in assoluto stampati in lingua tedesca; fu ristampato tredici volte da altri tipografi del sud della Germania.
Mentelin morì a Strasburgo il 12 dicembre del 1478 e fu sepolto nel cimitero della Cappella di San Michele. Anni dopo le sue spoglie furono trasferite nella Cattedrale di Strasburgo. 
Le sue figlie sposarono gli stampatori Martin Schott e Adolf Rusch. Quest'ultimo rilevò la tipografia di Mentelin proseguendone l'attività.